# Orasiopa apiculata
Orasiopa apiculata är en tvåvingeart som beskrevs av Wayne N. Mathis och Tadeusz Zatwarnicki 2003. Orasiopa apiculata ingår i släktet Orasiopa och familjen vattenflugor.
Artens utbredningsområde är Seychellerna. Inga underarter finns listade i Catalogue of Life.